# Лазарев, Юрий Сергеевич
Ю́рий Серге́евич Ла́зарев (род. 22 июля 1944, Чкалов, СССР) — советский и российский актёр театра и кино, мастер дубляжа; народный артист Российской Федерации (2009). Младший брат актёра, народного артиста РСФСР Александра Лазарева-старшего (1938—2011).

## Биография
Юрий Лазарев родился 22 июля 1944 года в городе Чкалов, куда его родители (отец — Сергей Николаевич, мать — Олимпиада Кузьминична) и старший брат (Александр) были эвакуированы из блокадного Ленинграда. В том же году семья возвращается в освобождённый Ленинград.
В 1969 году Юрий Лазарев оканчивает ЛГИТМиК и устраивается в Театр на Литейном. В 1975 году он уже в труппе Театра Комедии имени Акимова. Также играет в Санкт-Петербургском театре «Русская антреприза» имени Андрея Миронова.
С 2015 года Юрий Лазарев — мастер актёрского курса в СПбГУП. Ранее преподавал мастерство в других ВУЗах.
Жена — актриса Мария Кедрова (24.08.1946 — 02.03.2018)

## Почётные звания
- Заслуженный артист Российской Федерации (1994 год)[1]
- Народный артист Российской Федерации (2009 год)

## Творчество

### Театр
- «Не всё коту масленица» — Ермил Зотыч Ахов
- «Мужчины в её жизни» — Мельхиор Фейдак
- «Ночь в Венеции» — Альберто
- «Виндзорские проказницы» — сэр Хью Эванс
- «Тень» — Пьетро, хозяин гостиницы
- «Хитрая вдова» — сеньор Панталоне, влюблённый в Элеонору
- «Средство Макропулоса» — адвокат Коленатый
- «Сказки старого Арбата» — Христофор Блохин
- «Дракон» — Дракон
- «Любовь и Голуби» — дядя Митя, сосед

### Фильмография
- 1972 — Принц и нищий — придворный (нет в титрах)
- 1975 — На всю оставшуюся жизнь
- 1976 — Пока стоят горы
- 1977 — Убит при исполнении — Конради
- 1978 — Человек, которому везло — Вока
- 1980 — Рафферти — Стив
- 1981 — Единственный мужчина — Доктор Владимир
- 1981—1982 — Красные колокола
- 1982 — Голос
- 1982 — Магистраль
- 1983 — Высокая проба — Нечаев
- 1983 — Ювелирное дело — Иван Алексеевич
- 1984 — Три процента риска — авиамеханик Бабенко
- 1984 — Челюскинцы — Георгий Алексеевич Ушаков
- 1986 — Борис Годунов — Гаврила Пушкин
- 1986 — Знаю только я
- 1986 — Комендант Пушкин
- 1988 — Эмма (фильм-спектакль)
- 1988 — Трагедия в стиле рок — Дмитрий Иванович Бодров, отец Виктора, «Труба»
- 1989 — А был ли Каротин? — Штурм
- 1989 — Васька — Гусаров
- 1989 — Охота на Единорога
- 1990 — Анекдоты
- 1990 — Гол в Спасские ворота
- 1990 — Захочу — полюблю
- 1990 — Николай Вавилов — профессор Поляков (5 серия)
- 1991 — Еврейское счастье — начальник станции
- 1992 — Третий дубль — Курносов
- 1993 — Ангелы смерти — командир Шрёдера
- 1993 — Проклятие Дюран — соглядатай
- 1996 — Агнус Дей (не был завершён) — кинооператор-документалист Петя
- 1996 — Возвращение «Броненосца»
- 1999 — Улицы разбитых фонарей−2 — тренер (16 серия)
- 2000—2004 — Вовочка— главврач
- 2002 — Крот 2 — следователь Конюшин
- 2003 — Любовь императора — министр внутренних дел
- 2003 — Спецназ 2 — настоятель (3 серия)
- 2003 — Улицы разбитых фонарей−5 — Боголепов (14 серия)
- 2004 — Конвой PQ-17 — Шнивинд (4-5 серии)
- 2004 — Новые приключения Ниро Вульфа и Арчи Гудвина — Дан Недич (2-3 серии)
- 2005 — Господа присяжные — Кессель (5 серия)
- 2006 — Викинг
- 2006 — Вызов-2 — Качурин (фильм № 5)
- 2006 — Сонька Золотая Ручка — следователь
- 2007 — Пером и шпагой — Бестужев
- 2008 — А. Д. — господин (1-я и 4-я серии)
- 2008 — Опасная комбинация — Генерал
- 2009 — Гром ярости — генерал
- 2009 — История зэчки — Борис
- 2009 — Морские дьяволы-3 — старпом Андрей Михайлович Торопов (5 серия)
- 2010 — Дорожный патруль-4 — Лазарев (9-я серия)
- 2010 — Исполнительный лист — присяжный Григорий Ильич
- 2011 — Slove. Прямо в сердце — генерал
- 2011 — Литейный-5 — магистр (16-я серия «Лёгкая добыча»)
- 2012 — ППС-2 — антиквар («Новосёл»)
- 2015 — Ленинград 46 — врач в отделении для душевнобольных (фильм № 3 «Точка невозврата»)
- 2016 — Мажор-2 — Рогалёв
- 2017 — Лачуга должника — Вадим Сергеевич Шефнер, писатель

### Дубляж

#### Фильмы

##### Ли Аренберг
- 2003 — Пираты Карибского моря: Проклятие Чёрной жемчужины — Пинтел[2]
- 2006 — Пираты Карибского моря: Сундук мертвеца — Пинтел[2]
- 2007 — Пираты Карибского моря: На краю света — Пинтел[2]

##### Другие фильмы
- 1999 — Мой любимый марсианин — дядя Мартин (Кристофер Ллойд)[2]
- 2001 — Амели — Рафаэль Пулен (Рюфюс)[3]
- 2003 — Терминатор 3: Восстание машин — Роберт Брустер (Дэвид Эндрюс)[4]
- 2011 — Пираты Карибского моря: На странных берегах — капитан Эдвард Тич (Чёрная Борода) (Иэн Макшейн)[4][5]
- 2011 — 7 дней и ночей с Мэрилин — Лоренс Оливье (Кеннет Брана)[5]
- 2012 — Джон Картер — Тарс Таркас (Уиллем Дефо)[3]
- 2014 — Отель «Гранд Будапешт» — заместитель Ковач (Джефф Голдблюм)[3][4]
- 2014 — Пряности и страсти — Папа (Ом Пури)[4]
- 2015 — Звёздные войны: Пробуждение силы — Лор Сан Текка (Макс фон Сюдов)[5][6]

#### Мультфильмы
- 1994 — Король Лев — Шрам[3][5]
- 2014 — Город героев — профессор Каллаган[3][4]

### Озвучивание аудиокниг
- 2012 — Прощание с иллюзиями (книга Владимира Познера)[источник не указан 354 дня]
- 2012 — Письма президенту (статьи Александра Минкина)[источник не указан 354 дня]
- 2014 — Князь. Записки Стукача (Эдвард Радзинский)[источник не указан 354 дня]
- 2019 — Испанская тетрадь. Субъективный взгляд (книга Владимира Познера)[7]
- 2020 — Немецкая тетрадь. Субъективный взгляд (книга Владимира Познера)[8]